# Coregonus peled
Coregonus peled é uma espécie de peixe da família Salmonidae.
Pode ser encontrada nos seguintes países: Bulgária, Dinamarca, Finlândia, Alemanha, Lituânia, Polónia, Rússia e Suécia.